# Conistra nawae
Conistra nawae là một loài bướm đêm trong họ Noctuidae.